# Irondale (Géorgie)
Irondale est une census-designated place américaine située dans le Clayton dans l’État de Géorgie.

## Démographie
| 2000  | 2010  | - | - | - | - |
| ----- | ----- | - | - | - | - |
| 7 727 | 7 446 | - | - | - | - |

## Traduction
- (en) Cet article est partiellement ou en totalité issu de l’article de Wikipédia en anglais intitulé « Irondale, Georgia » (voir la liste des auteurs).